# Emarginata sinuata
A Emarginata sinuata a madarak osztályának verébalakúak (Passeriformes) rendjébe és a légykapófélék (Muscicapidae) családjába tartozó faj.

## Rendszerezése
A fajt Carl Jakob Sundevall svéd zoológus írta le 1858-ban, a Luscinia nembe Luscinia sinuata néven. Sorolták a Cercomela nembe Cercomela sinuata néven is.

## Alfajai
- Emarginata sinuata ensifera Clancey, 1958
- Emarginata sinuata hypernephela Clancey, 1956
- Emarginata sinuata sinuata (Sundevall, 1858)[2]

## Előfordulása
Afrika déli részén, Botswana, a Dél-afrikai Köztársaság, Lesotho és Namíbia területén honos. Természetes élőhelyei a szubtrópusi vagy trópusi magaslati gyepek és cserjések, valamint szántóföldek. Állandó, nem vonuló faj.

## Megjelenése
Testhossza 18 centiméter, testtömege 17-20 gramm.

## Természetvédelmi helyzete
Az elterjedési területe nagyon nagy, egyedszáma pedig stabil. A Természetvédelmi Világszövetség Vörös listáján nem fenyegetett fajként szerepel.